# Rora, Mureș
Rora este o localitate componentă a municipiului Sighișoara din județul Mureș, Transilvania, România.